# Dziennik maszynisty
Dziennik maszynisty (serb. Дневник машиновође) — serbsko-chorwacki komediodramat z 2016 roku w reżyserii Miloša Radovicia.

## Opis fabuły
Bohaterem filmu jest 60-letni Ilija - maszynista, który zbliża się do emerytury. W czasie swojej pracy był świadkiem śmierci 28 osób, które zabiła prowadzona przez niego lokomotywa. Zawód maszynisty dziedziczy po nim jego adoptowany syn Sima. Sima jest przejęty faktem, że przejął po ojcu stery pociągu i tym, że zapewne wkrótce ktoś zginie zabity przez prowadzoną przez niego lokomotywę. Jeździ przestraszony, nie śpi w nocy, często też zatrzymuje pociąg, aby sprawdzić czy ktoś nie leży na torach. Stan napięcia, w którym znajduje się syn staje się trudny do zniesienia dla jego ojca.
W 2016 film został zgłoszony jako oficjalny serbski kandydat do nagrody Amerykańskiej Akademii Filmowej w kategorii najlepszego filmu nieanglojęzycznego, ale ostatecznie nie zdobył nominacji.

## Obsada
- Lazar Ristovski jako Ilija
- Petar Korac jako Sima
- Mirjana Karanović jako Jagoda
- Jasna Đuričić jako porucznik Sida
- Pavle Erić jako Sima w dzieciństwie
- Mladen Nelević jako Dragan
- Tihomir Stanić jako samobójca
- Nenad Ćirić jako dyrektor szkoły
- Bojan Dimitrijević jako psycholog
- Jovan Ristovski jako Romeo
- Haris Burina jako Ljuba "Manijak"
- Đurđina Radić jako Sneża
- Nikola Bulatović

## Nagrody i wyróżnienia
- Międzynarodowy Festiwal Filmowy w Brukseli 2016
  - Grand Prix

- Międzynarodowy Festiwal Filmowy w Sarajewie 2016
  - Young Audience Award

- Międzynarodowy Festiwal Filmowy w Mannheimie-Heidelbergu 2016
  - Nagroda publiczności
  - Nagroda jury ekumenicznego

- Międzynarodowy Festiwal Filmowy w Moskwie 2016
  - Nagroda publiczności

- Międzynarodowy Festiwal Filmowy w Jaipurze 2017
  - Nagroda Złotego Wielbłąda dla reżysera filmu

Źrodło: